# (8653) 1990 KE
(8653) 1990 KE est un astéroïde de la ceinture principale découvert en 1990.

## Description
(8653) 1990 KE a été découvert le 20 mai 1990 à l'observatoire de Siding Spring, situé près de Coonabarabran, en Nouvelle-Galles du Sud, en Australie, par Robert H. McNaught.

### Caractéristiques orbitales
L'orbite de cet astéroïde est caractérisée par un demi-grand axe de 2,61 UA, un périhélie de 2,33 UA, une excentricité de 0,11 et une inclinaison de 14,94° par rapport à l'écliptique. Du fait de ces caractéristiques, à savoir un demi-grand axe compris entre 2 et 3,2 UA et un périhélie supérieur à 1,666 UA, il est classé, selon la JPL Small-Body Database, comme objet de la ceinture principale.

### Caractéristiques physiques
(8653) 1990 KE a une magnitude absolue (H) de 12,8 et un albédo estimé à 0,130.